# Tour der französischen Rugby-Union-Nationalmannschaft in die USA 1976
| Tour der Franzosen in die USA 1976 | Tour der Franzosen in die USA 1976 | Tour der Franzosen in die USA 1976 | Tour der Franzosen in die USA 1976 | Tour der Franzosen in die USA 1976 |
| Übersicht                          | S                                  | G                                  | U                                  | N                                  |
| ---------------------------------- | ---------------------------------- | ---------------------------------- | ---------------------------------- | ---------------------------------- |
| Test Matches                       | 1                                  | 1                                  | 0                                  | 0                                  |
| Sonstige Spiele                    | 2                                  | 2                                  | 0                                  | 0                                  |
| Gesamt                             | 3                                  | 3                                  | 0                                  | 0                                  |
|                                    |                                    |                                    |                                    |                                    |
| Vereinigte Staaten                 | 1                                  | 1                                  | 0                                  | 0                                  |

Die Tour der französischen Rugby-Union-Nationalmannschaft in die USA 1976 umfasste eine Reihe von Freundschaftsspielen der französischen Rugby-Union-Nationalmannschaft. Sie reiste im Juni 1976 durch die Vereinigten Staaten und bestritt während dieser Zeit drei Spiele. Darunter war ein Test Match gegen die US-amerikanische Nationalmannschaft, das mit einem französischen Sieg endeten. Auf dem Programm standen außerdem zwei Spiele gegen eine Auswahlmannschaft und einen Verein aus New York, die beide gewonnen werden konnten.

## Spielplan
- Hintergrundfarbe grün = Sieg

(Test Matches sind grau unterlegt; Ergebnisse aus der Sicht Frankreichs)
| # | Datum         | Gegner             | Ort      | Stadion              | Ergebnis |
| - | ------------- | ------------------ | -------- | -------------------- | -------- |
| 1 | 05. Juni 1976 | USA East           | New York |                      | 16:12    |
| 2 | 08. Juni 1976 | New York RC        | New York |                      | 71:7     |
| 3 | 12. Juni 1976 | Vereinigte Staaten | Chicago  | Knute Rockne Stadium | 33:14    |

## Test Matches
| 28. Juni 1976 | Vereinigte Staaten                            | 14 : 33         | Frankreich                                                                   | Knute Rockne Stadium, Chicago Zuschauer: 8000 Schiedsrichter: J. Currow (Kanada) |
| 28. Juni 1976 | Versuche: Fraumann (2) Straftritte: Scott (2) | (10:15) Bericht | Versuche: Averous Romeu Rousset Erhöhungen: Romeu (3) Straftritte: Romeu (5) | Knute Rockne Stadium, Chicago Zuschauer: 8000 Schiedsrichter: J. Currow (Kanada) |

Aufstellungen:
- USA: Robbie Bordley , Gary Brackett, Bill Fraumann, Steve Gray, Don Guest, Dennis Murphy, Morris O’Donnell, Mickey Ording, Terry Scott, Tom Selfridge, David Stephenson, Woody Stone, Craig Sweeney, Danny Wack, Barry Waite
- Frankreich: Jean-Michel Aguirre, Jean-Luc Averous, Roland Bertranne, André Dubertrand, Jacques Fouroux , Jean-François Imbernon, Alain Paco, Michel Palmié, Robert Paparemborde, Joël Pécune, Jean-Pierre Rives, Jean-Pierre Romeu, Gérard Rousset, Jean-Claude Skrela, Armand Vaquerin 
 Auswechselspieler: Jacques Cimarosti